# 11789 Kempowski
11789 Kempowski (1977 RK) là một tiểu hành tinh vành đai chính bên trong được phát hiện ngày 5 tháng 9 năm 1977 bởi H.-E. Schuster ở Đài thiên văn Nam Âu.